# The Very Best of Diana Krall
The Very Best of Diana Krall è un album raccolta jazz della cantante e pianista canadese Diana Krall, pubblicato nel 2007 dalla Verve Records.
Il disco, prodotto da Tommy LiPuma e Diana Krall, ha venduto circa 30 000 copie nella prima settimana.
La versione Deluxe contiene un DVD di 9 tracce.

## Tracce
1. 'S Wonderful  – 4:26
2. Peel Me a Grape- 5:50
3. Pick Yourself Up  – 3:01
4. Frim Fram Sauce – 5:01
5. You Go to My Head – 6:47
6. Let's Fall in Love – 4:19
7. The Look of Love – 4:41
8. East of the Sun (And West of the Moon) (live in Paris) – 5:46
9. I've Got You Under My Skin – 6:09
10. All or Nothing at All – 4:33
11. Only the Lonely  – 4:16
12. Let's Face the Music and Dance – 5:17
13. The Heart of Saturday Night - 4:06
14. Little Girl Blue – 5:38
15. Fly Me to the Moon (live in Paris) - 5:44

Bonus DVD (incluso nella Deluxe Edition)
1. Narrow Daylight
2. Let's Face the Music and Dance
3. The Look of Love
4. Temptation
5. Almost Blue
6. Abandoned Masquerade
7. Fly Me to the Moon
8. The Girl in the Other Room
9. What Are You Doing New Year's Eve?

## Formazione
Diana Krall (voce, piano)
- tracce 4,6,8 da The Girl in the Other Room: Antony Wilson (chitarra), Christian McBride (basso/contrabasso), Peter Erskine (batteria)
- traccia 7 da Live in Paris: John Clayton (basso)
- traccia 9 da Christmas songs: The Clayton/Hammilton jazz orchestra